# Polistes bahamensis
Polistes bahamensis är en getingart som beskrevs av Joseph Charles Bequaert och Henry Salt 1931.
Polistes bahamensis ingår i släktet pappersgetingar och familjen getingar. Inga underarter finns listade i Catalogue of Life.